# Ризе, Фридрих Вильгельм
Фридрих Вильгельм Ризе (нем. Friedrich Wilhelm Riese; 24 февраля 1807, Берлин — 15 ноября 1879, Неаполь) — немецкий драматург и либреттист, писавший преимущественно под псевдонимом Вильгельм Фридрих. Брат пианистки Хелен Либман.
Наибольшую известность принесла Вильгельму Фридриху работа в 1840-е гг. в Гамбурге, где он, в частности, сотрудничал с композитором Фридрихом фон Флотовым, для которого создал либретто трёх опер: «Матросы» (1842), «Алессандро Страделла» (1844) и «Марта» (1847). С 1852 г. жил в Италии.